# オマーンリーグ
オマーンリーグ（阿: الدوري العماني、英: Omani League）は、オマーン国内におけるサッカーリーグのトップディビジョンである。1976年創設。

## 概要
以前はプロリーグとしての形をなしておらず、このことが原因でオマーンリーグはAFCポイントが低く、AFCチャンピオンズリーグに参加できていなかった。この点を改善するべく、オマーンサッカー協会は2012年までにプロリーグの形式を整える旨の発言を行っていた。
2013-2014シーズンからプロリーグとして行われており、リーグ名称は「オマーンテル・プロフェッショナル・リーグ（アラビア語: دوري عمانتل للمحترفين、Omantel Professional League）となっている。
その後、AFCチャンピオンズリーグ2015のプレーオフにアル・ナフダが出場している。

## 参加クラブ（2021-22シーズン）
| クラブ名                 | ホームタウン     |
| ------------------------ | ---------------- |
| ドファール・クラブ       | サラーラ         |
| アル・シーブ・クラブ     | シーブ           |
| ソハールSC               | ソハール         |
| サハム・クラブ           | サハム           |
| オマーン・クラブ         | マスカット       |
| ニズワ・クラブ           | ニズワ           |
| アル・ナスルSCSC         | サラーラ         |
| バハラー・クラブ         | バハラー         |
| アル・ルスタクFC         | イブリ           |
| アル・スワイク           | スワイク         |
| アル・ナフダ             | ブライミ         |
| アル・イテハド           | サラーラ         |
| マスカット・クラブ       | マスカット       |
| アル・ムサンナア・クラブ | アル・ムサンナア |

## 歴代優勝クラブ
| - 1976-77：ファンジャSC - 1977-78：マスカット・クラブ - 1978-79：ファンジャSC - 1979-80：アル・ナスルSCSC - 1980-81：アル・ナスルSCSC - 1981-82：アル・アハリ・シダーブ・クラブ - 1982-83：ドファール・クラブ - 1983-84：ファンジャSC - 1984-85：ドファール・クラブ - 1985-86：ファンジャSC - 1986-87：ファンジャSC - 1987-88：ファンジャSC - 1988-89：アル・ナスルSCSC - 1989-90：ドファール・クラブ - 1990-91：ファンジャSC - 1991-92：ドファール・クラブ | - 1992-93：ドファール・クラブ - 1993-94：ドファール・クラブ - 1994-95：スールSC - 1995-96：スールSC - 1996-97：オマーンFC - 1997-98：アル・ナスルSCSC - 1998-99：ドファール・クラブ - 1999-00：アル・オルーバ・スール - 2000-01：ドファール・クラブ - 2001-02：アル・オルーバ・スール - 2002-03：マスカット・クラブ - 2003-04：アル・ナスルSCSC - 2004-05：ドファール・クラブ - 2005-06：マスカット・クラブ - 2006-07：アル・ナフダ - 2007-08：アル・オルーバ・スール | - 2008-09：アル・ナフダ - 2009-10：アル・スワイク - 2010-11：アル・スワイク - 2011-12：ファンジャSC - 2012-13：アル・スワイク - 2013-14：アル・ナフダ - 2014-15：アル・オルーバ - 2015-16：ファンジャSC - 2016-17：ドファール・クラブ - 2017-18：アル・スワイク - 2018-19：ドファール・クラブ - 2019-20：アル・シーブ・クラブ - 2021-22：アル・シーブ・クラブ - 2022-23：アル・ナフダ - 2023-24：アル・シーブ・クラブ |

## クラブ別優勝回数
| クラブ                         | 回数 |
| ------------------------------ | ---- |
| ドファール・クラブ             | 11回 |
| ファンジャSC                   | 9回  |
| アル・ナスルSCSC               | 5回  |
| アル・オルーバ・スール         | 4回  |
| アル・スワイク                 | 4回  |
| アル・ナフダ                   | 4回  |
| マスカット・クラブ             | 3回  |
| アル・シーブ・クラブ           | 3回  |
| スールSC                       | 2回  |
| アル・アハリ・シダーブ・クラブ | 1回  |
| オマーンFC                     | 1回  |